# Championnat du monde masculin de curling 1961
Navigation
Édition précédente Édition suivante
Le Championnat du monde masculin de curling 1961 (nom officiel: Scotch Cup) est le 3e championnat du monde masculin de curling.
Il a été organisé dans 4 villes d'Écosse: Ayr, Falkirk, Perth et Édimbourg.

## Équipes
| Canada | Écosse                                                                                                 | États-Unis                                                                                             |
| --- | --- | --- |
| Alberta Avenue CC, Edmonton, Alberta Skip: Hec Gervais Third: Ray Werner Second: Vic Raymer Lead: Wally Ursuliak | Findo Gask CC, Perth Skip: Willie McIntosh Third: Andrew McLaren Second: Jim Miller Lead: Bob Strirrat | Granite CC, Seattle Skip: Frank Crealock Third: Ken Sherwood Second: John Jamieson Lead: Bud McCartney |

## Classement
| Pays   | Skip            | V | D |
| ------ | --------------- | - | - |
| SCO    | Willie McIntosh | 2 | 2 |
| Canada | Hec Gervais     | 2 | 2 |
| USA    | Frank Crealock  | 2 | 2 |

*Légende: V = Victoire - D = Défaite

## Résultats

### Match 1
| Équipes               | 1 | 2 | 3 | 4 | 5 | 6 | 7 | 8 | 9 | 10 | Total |
| --------------------- | - | - | - | - | - | - | - | - | - | -- | ----- |
| Écosse (McIntosh)     | – | – | – | – | – | – | – | – | – | –  | 9     |
| États-Unis (Crealock) | – | – | – | – | – | – | – | – | – | –  | 8     |

### Match 2
| Équipes           | 1 | 2 | 3 | 4 | 5 | 6 | 7 | 8 | 9 | 10 | Total |
| ----------------- | - | - | - | - | - | - | - | - | - | -- | ----- |
| Canada (Gervais)  | – | – | – | – | – | – | – | – | – | –  | 11    |
| Écosse (McIntosh) | – | – | – | – | – | – | – | – | – | –  | 10    |

### Match 3
| Équipes               | 1 | 2 | 3 | 4 | 5 | 6 | 7 | 8 | 9 | 10 | Total |
| --------------------- | - | - | - | - | - | - | - | - | - | -- | ----- |
| Canada (Gervais)      | – | – | – | – | – | – | – | – | – | –  | 10    |
| États-Unis (Crealock) | – | – | – | – | – | – | – | – | – | –  | 6     |

### Match 4
| Équipes               | 1 | 2 | 3 | 4 | 5 | 6 | 7 | 8 | 9 | 10 | Total |
| --------------------- | - | - | - | - | - | - | - | - | - | -- | ----- |
| États-Unis (Crealock) | – | – | – | – | – | – | – | – | – | –  | 9     |
| Écosse (McIntosh)     | – | – | – | – | – | – | – | – | – | –  | 8     |

### Match 5
| Équipes               | 1 | 2 | 3 | 4 | 5 | 6 | 7 | 8 | 9 | 10 | Total |
| --------------------- | - | - | - | - | - | - | - | - | - | -- | ----- |
| États-Unis (Crealock) | – | – | – | – | – | – | – | – | – | –  | 13    |
| Canada (Gervais)      | – | – | – | – | – | – | – | – | – | –  | 6     |

### Match 6
| Équipes           | 1 | 2 | 3 | 4 | 5 | 6 | 7 | 8 | 9 | 10 | Total |
| ----------------- | - | - | - | - | - | - | - | - | - | -- | ----- |
| Écosse (McIntosh) | – | – | – | – | – | – | – | – | – | –  | 15    |
| Canada (Gervais)  | – | – | – | – | – | – | – | – | – | –  | 4     |

### Playoffs
|  | Demi-finales | Demi-finales | Demi-finales |  |  | Final | Final  | Final |
|  |              |              |              |  |  |       |        |       |
|  |              |              |              |  |  | 1     | Écosse | 7     |
|  | 2            | Canada       | 14           |  |  | 2     | Canada | 12    |
|  | 3            | États-Unis   | 9            |  |  |       |        |       |

| Champion du monde de curling 1961 |
| --------------------------------- |
| Canada 3e titre                   |